# Armenia Superiore
L'Armenia Superiore (in armeno Բարձր Հայք?, Bardzr Hayq) è una regione storica dell'Armenia situata attualmente in Turchia, corrispondente pressappoco all'odierna provincia di Erzincan e immediatamente a ovest del fiume Kura. In epoca antica era anche nota come Anaitide, dal culto della dea armena della fertilità Anahit (a sua volta legata alla dea persiana Anahita).
Dentro i confini del Regno di Armenia, il territorio era circondato dalle regioni di Dsopk, Taron, Tayk e Ayrarat.

## Fonti
- (EN) Mack Chahin, Il regno d'Armenia